# Ауди Q8
„Ауди Q8“ (Audi Q8) е модел автомобили с повишена проходимост (SUV, сегмент J), произвеждан от германската компания „Ауди“ от 2018 година в завода на „Фолксваген Груп“ в Братислава, заедно с „Ауди Q7“, „Фолскваген Туарег“ и „Порше Кайен“, с които дели една платформа.
„Ауди Q8“ е базиран на модела „Ауди Q7“, но има по-спортен дизайн. Това е първият модел на „Ауди“ в тази категория, създадена с неочаквания успех на произвеждания от 2008 година „БМВ X6“.